# Markus Becker (Pianist)
Markus Becker (* 13. Mai 1963 in Osnabrück) ist ein deutscher Pianist und Professor für Klavier und Kammermusik an der Hochschule für Musik, Theater und Medien Hannover.

## Leben
Markus Becker wurde als Sohn des Musikpädagogen Peter Becker und seiner Frau Bärbel, einer Musiklehrerin, in Osnabrück geboren und wuchs seit seiner Schulzeit in Hannover auf. Er studierte bei Karl-Heinz Kämmerling in Hannover. Seit 1993 ist er Professor für Klavier und Kammermusik an der Hochschule für Musik, Theater und Medien Hannover. Seit den 1990er Jahren ist er bekannt für seine Konzert- und Aufnahmetätigkeit sowie für Meisterkurse, u. a. in Salzburg, Weiden und Leipzig. Für seine Einspielung des gesamten Klavierwerks von Max Reger erhielt Becker im Jahr 2000 den Deutschen Schallplattenpreis und den ECHOklassik für die beste solistische Einspielung von Musik aus dem 19. Jahrhundert. 2001 konnte er diesen Erfolg wiederholen, gewürdigt wurde damit die gesamte, zwölf CDs umfassende Edition. Außerdem erhielten Beckers Einspielungen Referenzbewertungen in internationalen Fachzeitschriften (fono forum, klassik heute, American Record Guide, Gramophone u. a.) sowie 2019 den OPUS-Klassik-Preis als beste Konzerteinspielung des 19. Jahrhunderts (Reger Klavierkonzert). Als Kammermusiker spielt Becker u. a. mit Albrecht Mayer, Alban Gerhardt, Kolja Blacher, Sharon Kam, Igor Levit, Hinrich Alpers.
Mit Programmen wie „Kiev/Chicago“, „Freistil“ oder „Regarding Beethoven“ präsentiert sich Becker als jazzaffiner Improvisationsmusiker.

## Auszeichnungen
- 1987 – 1. Platz beim Internationalen Brahms-Wettbewerb in Hamburg
- 2000 – Preis der deutschen Schallplattenkritik
- 2002 – Preis der deutschen Schallplattenkritik, Jahrespreis
- 2000 – Echo Klassik
- 2019 – Opus Klassik
- 2021 – Deutscher Jazzpreis

## Diskografie (Auswahl)
- Regarding Beethoven – Improvisationen (Berthold Records 2023)
- Reger. Klavierkonzert, Klavierstücke (NDR Radiophilharmonie, Joshua Weilerstein – Cavi 2019)
- Pfitzner/Braunfels: Klavierkonzerte (RSO Berlin, Constantin Trinks – Hyperion Records 2019)
- Widor: Klavierkonzerte (BBC National Orchestra of Wales, Thierry Fischer – Hyperion 2010)
- Jadassohn/Draeseke: Klavierkonzerte (RSO Berlin, Michael Sanderling – Hyperion 2009)
- Franz Schmidt: Klavierkonzerte für die linke Hand (NDR Radiophilharmonie, Eiji Ōue – cpo 2006)
- George Antheil: Klavierkonzerte 1 und 2 (NDR Radiophilharmonie, Eiji Ōue – cpo 2006)
- Haydn: Klaviersonaten (Cavi 2016)
- Julius Reubke: Klaviersonate und Orgelsonate (Transkription August Stradal – Hyperion 2014)
- "Kiev/Chicago": Mussorgsky, Skrjabin, Jazz-Improvisationen, 2 CDs (Dreyer Gaido 2013)
- Hindemith: Klaviersonaten 1–3 (Hyperion 2012)
- Reger: Bach-Transkriptionen, 2 CDs (Hyperion 2009)
- Jan Ladislav Dussek: Klaviersonaten opp. 44, 61, 64  (cpo 2008)
- Jan Ladislav Dussek: Klaviersonaten opp. 9, 1–3 und 77 (cpo 2007)
- Beethoven: Sonaten opp. 2/3 und 106 (Hammerklavier) (cpo 2006)
- Bach: Goldberg-Variationen BWV 988 (cpo 2002)
- Max Reger, Das gesamte Klavierwerk, Vol. 1–12 (Thorofon, 1996–2000)
- Schumann/Brahms: Die fis-Moll-Sonaten op. 11 und op. 2 (Thorofon 1996)
- Beethoven: Klavierkonzert Es-Dur WoO 4, Quintett op. 16 u. a. (Cavi 2020)
- George Onslow: Sextett op. 30 (Ma´alot Quintett – MDG 2017)
- "Rostropovich Encores": Debussy, Rachmaninoff, Prokofjew u. a. (Alban Gerhardt – Hyperion 2016)
- "Schilflieder", Schumann, Herzogenberg u. a. (Albrecht Mayer, Tabea Zimmermann, Marie-Luise Neunecker – Decca 2010)
- Erwin Schulhoff: Violinsonaten (Tanja Becker-Bender – Hyperion 2010)
- Reger: Cellosonaten und -suiten (Alban Gerhardt – Hyperion 2007)
- Franz und Richard Strauss: Werke für Horn und Klavier (Stephan Dohr – Campanella 2001)
- Schumann u. a.: Werke für Oboe und Klavier (Albrecht Mayer – EMI 1999)
- Schumann/Elgar: Klavierquintette (Kolja Blacher, Stanley Dodds, Brett Dean, Ludwig Quandt – IPPNW CD 28, 1999)
- Brahms: Klavierquartett op. 26, Horntrio op. 40 (Kolja Blacher, Brett Dean, Ludwig Quandt, Stephan Dohr – IPPNW CD 19, 1997)
- Schumann: Fantasiestücke op. 73 (Alban Gerhardt) u. a. (IPPNW CD 8, 1993)